# 比梅内斯
比梅内斯，是西班牙阿斯图里亚斯的一个市镇。总面积33平方公里，总人口2038人（2001年），人口密度62人/平方公里。